# Mallorquinisch

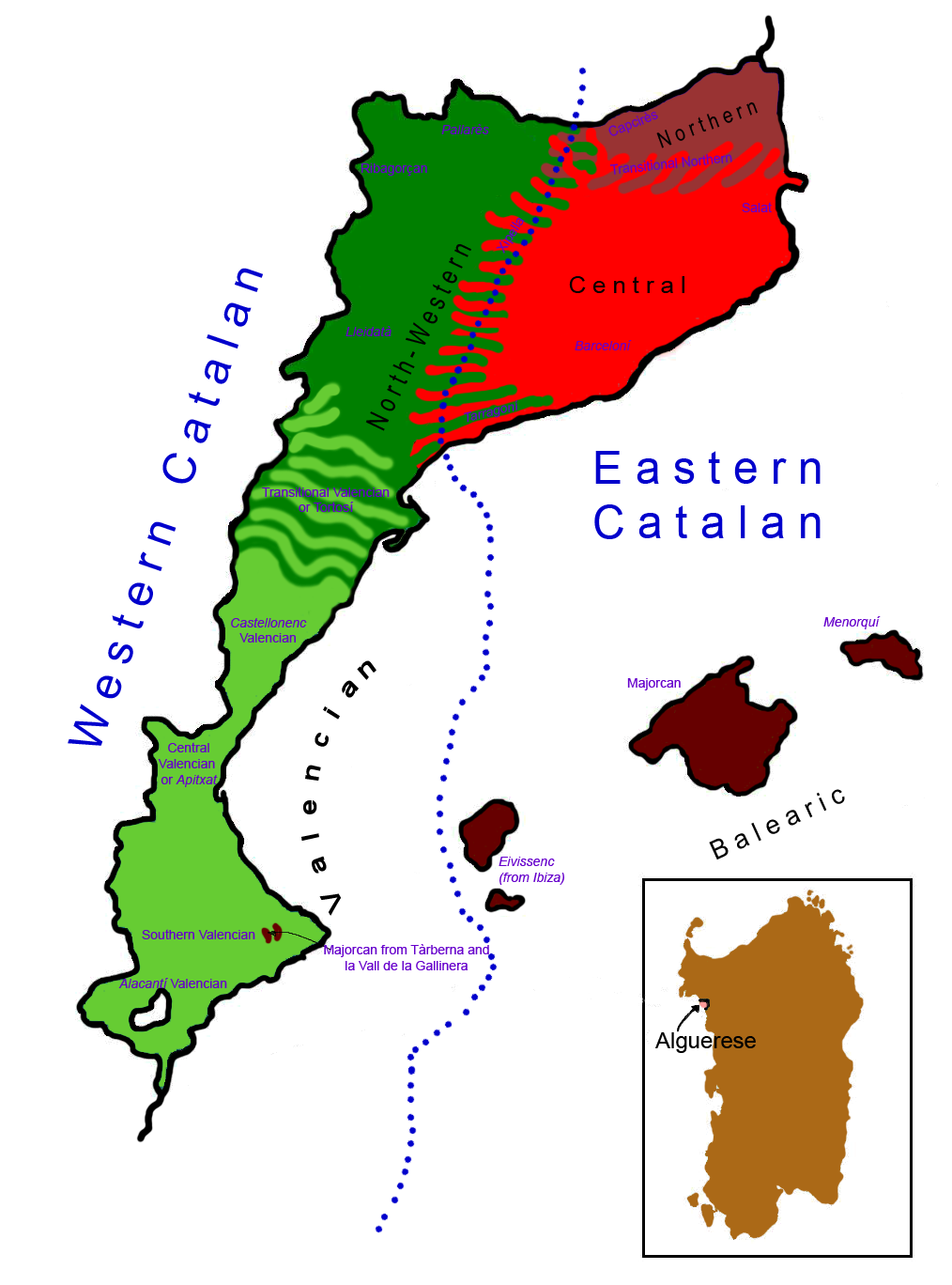
Dialekte der katalanischen Sprache

Mallorquinisch (mallorquí) ist der auf Mallorca gesprochene Dialekt der katalanischen Sprache. Er ähnelt sehr den auf den anderen Inseln der Balearen gesprochenen Dialekten Menorquinisch (menorquí) und Ibizenkisch (eivissenc), weshalb man diese Varietäten zusammenfassend auch Balearisch nennt.

## Geschichte
Mallorquinisch als Variante des Katalanischen ist die Weiterentwicklung des Vulgärlateins im Nordosten der Iberischen Halbinsel.
Nach der Rückeroberung Mallorcas durch Jaume I. (Jaime/Jakob I.) trat das Katalanische an die Stelle der vorherigen Amtssprache Arabisch.
Inwieweit dort noch die romanische Sprache, die während der Römerzeit auf die Insel kam, gesprochen wurde und das heutige Mallorquinisch beeinflusst hat, ist nicht ganz klar.
Der Schriftsteller und Philosoph Ramon Llull, der von 1235 bis 1315 die längste Zeit auf der Insel lebte, galt als der „Dante der katalanischen Literatur“.
Ende des 15. Jahrhunderts vereinigten sich die Kronen von Aragón und Kastilien durch Heirat der reyes católicos, der katholischen Könige Ferdinand von Aragón und Isabella von Kastilien. Dadurch wurde das Katalanische als Literatursprache immer mehr durch das Kastilische (also das heutige Standard-Spanisch) verdrängt. Als Rechts-, Amts- und Umgangssprache blieb Katalanisch jedoch weiter im Gebrauch.
Nach Ende des spanischen Erbfolgekrieges (1701 bis 1714) verlor Katalonien seine politische Eigenständigkeit, und die Bourbonen-Könige trieben die Entwicklung des spanischen Zentralstaats in seiner heutigen Form voran.
Das kastilische Spanisch wurde als spanische Amtssprache durchgesetzt und im Jahre 1716 per Gesetz als Unterrichtssprache verbindlich festgelegt. 1779 wurden Theaterstücke auf Katalanisch verboten. Das 18. Jahrhundert gilt deshalb als der Tiefpunkt der katalanischen Sprache, als die Zeit der decadència. Erst im 19. Jahrhundert erlebte das Katalanische einen neuen Aufschwung. Während der renaixença (Wiedergeburt) genannten Epoche fand die Sprache gegen Ende des 19. Jahrhunderts wieder Unterstützung und wurde zum Gegenstand linguistischer Forschung.
Nach dem spanischen Bürgerkrieg (1939) wurde der öffentliche Gebrauch des Katalanischen mehr oder minder verboten. Franco, der ein einheitliches, zentralistisches Spanien wünschte, unterdrückte alle Sprachen außer dem Spanischen. Die Folgen dieser Politik sind noch bis heute spürbar. Die meisten Mallorquiner beherrschen Spanisch, benutzen aber untereinander Mallorquinisch, das in seiner gesprochenen Form, je nach Region, Abweichungen vom Standard zeigt. Einige Ältere können Mallorquinisch sprechen und verstehen, nicht aber schreiben, da es während Francos Regierungszeit nur möglich war, die Sprache in den Familien mündlich weiterzugeben.
Mit der Verfassung von 1978 gilt Spanisch als Amts- und Staatssprache des Landes, während für Katalanisch auf das Autonomiestatut verwiesen wird. Das sieht für Katalanisch die Funktion einer regionalen Amtssprache vor. Nun erhielten alle Plätze, Straßen, Orte usw. ihre ursprünglichen Namen zurück. So wurde aus Bañalbufar wieder Banyalbufar, aus cuevas (Höhlen) wieder coves, aus Puerto (Hafen) wieder Port und selbst dem Namen Juan wieder Joan.
Die sprachpolitische Situation in Spanien wird heute auch in der Bevölkerung weitgehend akzeptiert. Mallorquinisch ist die gesprochene katalanische Varietät Mallorcas, ebenso wie das Valencianische die gesprochene katalanische Varietät des Landes València ist. Darüber hinaus existieren auch gesprochenen Varietäten im Raum Tarragona, Lleida, Girona oder Barcelona. Was das gesamte Sprachgebiet hingegen eint, ist die allen gemeinsame Schriftsprache.

## Der bestimmte Artikel
Das Mallorquinische hat eine lange Schrifttradition und unterscheidet sich deshalb auch in der geschriebenen Form bei einem wichtigen Merkmal vom Standard-Katalanischen: Ein anders gebildeter Artikel zeichnet das Mallorquinische aus. Dieser abweichende Artikel wird auch geschrieben.
Es gibt heute ein mallorquinisches Schriftkatalanisch, das sich im Wesentlichen an der katalanischen Standardsprache nach den Normen des Institut d’Estudis Catalans orientiert, in einigen Aspekten aber davon abweicht. Diese Abweichungen liegen vor allem im Bereich der Lexik und der Verbalmorphologie.
Der balearische Artikel wird nur zur Wiedergabe von Oralität verwendet und ist ansonsten ungebräuchlich. Anstelle des standardkatalanischen Artikels el, la, l’ / els, les verwendet das Mallorquinische in den allermeisten Fällen den balearischen Artikel es, sa, s’ / es, ets, ses. In Anspielung an die Feminin-Singular-Form sa nennt man diesen Artikel umgangssprachlich article salat; von jemandem, der diese Artikel verwendet, sagt man: xerra salat oder in der Umgangssprache: sala. Entsprechend hat sich auch ein Ausdruck für das Sprechen ohne balearische Artikel eingebürgert; so sagt man von Katalanen und Valencianern, dass sie lalat sprechen (dtsch: lalen). Etymologisch geht der balearische Artikel nicht, wie der literarische Artikel, auf die lateinischen Demonstrativa ille, illa, illud etc. zurück, sondern leitet sich vielmehr von ipse, ipsa, ipsum her, dessen ursprüngliche Bedeutung derselbe, dieselbe, dasselbe im Vulgärlateinischen soweit ausgeblichen war, dass es zusehends als gleichbedeutend mit ille, illa, illud verwendet wurde.
Als Beispiel: Der bei deutschen Touristen beliebte Ort heißt auf mallorquinisch S’Arenal, im Standardkatalanischen L'Arenal und im kastilischen Spanisch El Arenal.
| Geschlecht und Zahl | Mallorquí   | Standardkatalanisch | Spanisch        | Deutsch      |
| Männlich Einzahl    | es port     | el port             | el puerto       | der Hafen    |
| Männlich Mehrzahl   | es ports    | els ports           | los puertos     | die Häfen    |
| Weiblich Einzahl    | sa dona     | la dona             | la mujer        | die Frau     |
| Weiblich Mehrzahl   | ses dones   | les dones           | las mujeres     | die Frauen   |
| Männl. E. vor Vokal | s’ou        | l’ou                | el huevo        | das Ei       |
| Männl. M. vor Vokal | ets ous     | els ous             | los huevos      | die Eier     |
| Weibl. E. vor Vokal | s’adreça    | l’adreça            | la dirección    | die Adresse  |
| Weibl. M. vor Vokal | ses adreces | les adreces         | las direcciones | die Adressen |

## Aussprache
Die Aussprache ist ähnlich der Aussprache des Katalanischen im Osten von Katalonien.
X klingt wie sch, Felanitx wird als Felanitsch gesprochen, ig am Ende des Wortes spricht man wie tsch aus, der Berg Puig klingt dann wie Putsch, -tx- wird auch wie tsch gesprochen und -tj-/ -tg- wie dsch, Andratx also Andratsch, und Platja (Strand) wie Pladsche. Ähnliches gilt für aix/eix, die asch/esch gesprochen werden.
Das Mallorquí hat an vielen Stellen, an denen das Zentral-Katalanische ein offenes E (è) hat, einen Schwa-Laut, ähnlich dem End-E im deutschen Wort Stunde. So hört sich caixa (Bank, Geldinstitut) für deutsche Ohren sehr vertraut an: kasche. Auch wird das unbetonte O als O und nicht als U ausgesprochen. Außerdem wird konsequent zwischen V und B unterschieden, die nicht wie im Spanischen (castellano) und im Ost-Katalanischen zusammenfallen. Des Weiteren werden einige Endkonsonanten, die sonst wegfallen, gesprochen, etwa das T in molt. Ll wird meist als Lj gesprochen, also Mallorca wie „Maljorka“. In bestimmten Kontexten wird es allerdings wie J ausgesprochen, z. B. palla ['pajə] (Stroh).

## Grammatik
In der Grammatik gibt es im Vergleich zum Katalanischen vor allem Abweichungen bei den Pronomen und bei den Formen der Verben. So ist manchmal ein End-O in der ersten Person Einzahl erhalten, das sonst wegfällt. Bei der Bildung zusammengesetzter Zeitformen wird noch häufiger ésser statt haver gebraucht.

## Wortschatz
Der Wortschatz weicht in etlichen Einzelheiten vom Standardkatalanischen ab. Eine nicht auf Mallorca beschränkte, aber häufig auf Schildern zu sehende Auffälligkeit sind Orts- und Gebäudenamen, die mit Ca na oder Ca’n beginnen, was aus ca („bei“, wie französisch chez) und dem katalanischen Artikel vor Namen, der weiblich na und männlich en lautet und hier zu ’n gekürzt wird, zusammengesetzt ist. Ca’n Jordi heißt also „Bei Jordi“. In der weiblichen Form, die allerdings auch im Festlandkatalanischen bisweilen zu finden ist, wäre es beispielsweise Ca na Marga („Bei Marga“) oder Ca n’Àngela („Bei Angela“).
Eine andere Deutung der Verwendung des Wortes ca auf Mallorca geht dahin, den Partikel als Kurzwort für casa, also „Haus“ aufzufassen. Dann bedeutet Ca’n Jordi „Haus von Jordi“. Dem entspricht die umgangssprachliche Wendung ca nostra für „zu Hause“.